# Carlos Arias
Carlos Erwin Arias Egüez (Portachuelo, 18 febbraio 1980) è un calciatore boliviano, portiere del Sport Boys Warnes.

## Carriera

### Club
Durante la quasi totalità della sua carriera ha alternato la sua militanza in due club, il Blooming e il The Strongest, trasferendosi al Club Bolívar di La Paz nel 2008.
Durante la gara fra Oriente Petrolero e Santa Cruz (1-1) dell'ottobre 2012, para per tre volte un calcio di rigore ripetuto.

### Nazionale
Gioca nella nazionale di calcio della Bolivia dall'età di 21 anni, partecipando alla Copa América 2001

## Palmarès

### Club

#### Competizioni nazionali
- Campionato boliviano: 5

Blooming: 1998, 1999
The Strongest: Apertura 2003, Clausura 2003
Bolívar: Apertura 2009